# 赤外線宇宙天文台
赤外線宇宙天文台 (Infrared Space Observatory, ISO) は欧州宇宙機関の赤外線天文衛星である。1995年11月17日にアリアン44Pロケットで打ち上げられ、1998年5月まで観測を行った。

## 概要
口径60cmの望遠鏡を装備し、これを液体ヘリウムによって2-4Kまで冷却することにより、波長2.5～240マイクロメートルの赤外線を高感度で観測した。先立って赤外線の観測を行ったIRASが全天を観測し赤外線宇宙地図を作成することを目的にしていたのに対し、ISOは個々の天体に対して詳細観測を行うことを目的としていた。

## 望遠鏡諸元
形式反射式
口径60 cm
集光面積約 0.3 m2

## その他の赤外線天文衛星
- あかり
- IRAS
- スピッツァー宇宙望遠鏡
- ハーシェル宇宙望遠鏡
- SPICA